# Michel Riffaterre
Michel (ou Michael) Riffaterre (Bourganeuf, 20 novembre 1924 - New York, 27 mai 2006) est un linguiste français émigré aux États-Unis.

## Biographie
Michel Riffaterre est le fils de Camille Riffaterre, député de la Creuse.
Après avoir été lauréat du concours général en français (1941), Michel Riffaterre suit un cursus universitaire classique, à Lyon puis à la Sorbonne où il obtient un diplôme d'études supérieures. Il bénéficie alors de deux bourses Guggenheim qui lui permettent de poursuivre ses études aux États-Unis, à l'université Columbia. Il y obtient un doctorat (Ph.D.) en 1955.
Il enseigne ensuite au département de français de l'université Columbia, dont il sera le directeur de 1974 à 1983. Professeur titulaire depuis 1964, il est nommé professeur de l'université Columbia University professor (la plus haute distinction professorale de Columbia) en 1982, professeur émérite en 2004. Il a été professeur invité dans différentes universités américaines et anglaises, ainsi qu'au Collège de France.
Il était membre de l'Académie américaine des arts et des sciences, ainsi que de la Société sémiotique d'Amérique qu'il présida en 1983.
Il a été fait docteur honoris causa de l'université Blaise-Pascal (Clermont-Ferrand II) en 1996.

## Travaux
La plupart des ouvrages et articles de Michel Riffaterre (qui avait « anglicisé » son prénom en Michael après son installation définitive aux États-Unis) ont été écrits en anglais, certains ont été traduits en français.
- Le Style des "Pléiades" de Gobineau, essai d'application d'une méthode stylistique, Genève, E. Droz, Paris, Minard, 1957, 239 p.
- Essais de stylistique structurale, (présentation et traductions par Daniel Delas), Paris, Flammarion, 1970, 365 p.
- La Production du texte, Paris, Le Seuil, 1979, 284 p.
- Sémiotique de la poésie (Semiotics of poetry), (traduit de l'anglais par Jean-Jacques Thomas), Paris, Le Seuil, 1983, 253 p.
- Fictional truth, Londres, Johns Hopkins University Press, 1990, XIX-137 p.

Michel Riffaterre a été en outre le directeur de The Romanic Review de 1971 à 2000. Cette revue a publié en 2002 un numéro spécial en hommage à ses travaux, avec des contributions d'Antoine Compagnon, Julia Kristeva, Michel Beaujour, Françoise Meltzer, Elisabeth Ladenson, Mary Shaw, etc..